# Alle Jahre wieder – Die Familie Semmeling
Alle Jahre wieder – Die Familie Semmeling ist ein dreiteiliger Fernsehfilm aus dem Jahre 1976, dessen erster Teil im Deutschen Fernsehen am 22. Februar 1976 erstmals ausgestrahlt wurde; die Teile 2 und 3 folgten am 24. bzw. 29. Februar 1976. Die Produktion des Norddeutschen Rundfunks ist die Fortsetzung des Dreiteilers Einmal im Leben – Geschichte eines Eigenheims aus dem Jahre 1972 und handelt von den Fährnissen einer Pauschalreise, die der Angestellte Bruno Semmeling mit seiner Familie unternimmt. Neben den Hauptdarstellern Antje Hagen und Fritz Lichtenhahn als Ehepaar Semmeling treten auch mehrere weitere Darsteller des Vorgängerfilms auf, die allerdings durchwegs andere Rollen verkörpern.

## Überblick
Regisseur und Drehbuchautor Dieter Wedel hat auch hier wieder verschiedene Handlungsstränge verwoben und gibt tiefe Einblicke hinter die Kulissen
- des Pauschalreisegewerbes mit seinen teils gerissenen Praktiken,
- von Hotelbetrieben verschiedener Kategorien samt Restaurantservice

und schließlich
- in den chaotischen Reiseverlauf eines einfachen Kunden.

Am Beispiel der Familie Semmeling stellt Wedel exemplarisch die Tücken eines Pauschalurlaubs dar – den Semmelings widerfahren sämtliche nur denkbaren Misslichkeiten auf einmal. Wie im Vorgängerfilm sind auch hier die wechselnden Erzählperspektiven ein beliebtes Stilmittel Wedels: Reiseleiter, Hotelier oder Kellner treten in Brechtscher Theatertradition aus der Handlung heraus und vermitteln dem Zuschauer an Semmeling vorbei Hintergründe, die der Laie naturgemäß nicht kennt und jener daher das Nachsehen hat.

## Handlung

### Teil 1
„Seit wir vor drei Jahren gebaut hatten – Sie erinnern sich vielleicht –, waren meine Frau und ich nicht mehr verreist.“

Nachdem Bruno Semmeling sich nach seinem Hausbau finanziell wieder etwas erholt hat, steht er, angeregt durch Gespräche mit Kollegen, einem Urlaub aufgeschlossen gegenüber. Doch zunächst stehen aufwendige Beratung im Reisebüro und langwieriges Prospektstudium an.

„Spaß macht diese Sucherei in den Katalogen nicht, nee! Wenn man ein Hotel auswählt, entscheidet man sich ja gleichzeitig gegen tausend andere, wo man nicht hinfährt. Das ist ’ne echte Quälerei.“

Schließlich entscheiden sich die Semmelings für eine Pauschalreise ins Grand-Hotel im (fiktiven) Tiroler Wintersportort Oertzl. Um Zuschlag für die Hauptsaison zu sparen, wollen sie statt von Hamburg aus erst mit dem eigenen Wagen nach Hannover fahren und dann die Bahnreise von dort antreten.

„Da kann das Reisebüro gar nichts gegen machen.“

Währenddessen beginnen in Oertzl die Vorbereitungen für die Saison. Im ziemlich heruntergekommenen, durch Umbauarbeiten beeinträchtigten Grand-Hotel versucht Hotelier Bramme zusammen mit dem Verkehrsamtsleiter Wiesner die den Reisegesellschaften zugesagten Zimmerkontingente mit allen möglichen Kunstgriffen unterzubringen.

„Da müssemer halt e’ paar in die Personalzimmer packe’.“

Außerdem spricht der italienische Kellner Mario zur Bewerbung vor. Dabei entdeckt er vor dem Haus seinen alten Freund und Kollegen Wastl – von seinen Freunden Bimberl genannt –, welcher ihn umgehend für das Fünf-Sterne-Haus Sporthotel der Geschwister Grädik anwirbt. Dort angekommen trifft er auf den korrekten italienischen Maître d’hôtel Signor Thommay mit seinen Töchtern – damit ist die Servicebrigade im Sporthotel beinahe komplett.

„Es gibt vier Arten zur Erfüllung seiner Pflicht: Die ordentliche, die unordentliche, die übliche und meine. Mit meine[r], Ihr fahrt am besten.“

Bramme indes hofft auf baldigen Schneefall, damit die Spuren der Umbau- und Renovierungsarbeiten am Grand-Hotel dem Auge des Gastes möglichst entzogen werden.
Schließlich beginnt die Saison und damit die Alltagsarbeit des Personals. Ins Grand-Hotel ziehen Scharen von Pauschaltouristen ein, das feine Sporthotel wird hauptsächlich von Individualreisenden gebucht. Dort unterschlägt („organisiert“) die Brigade um den ausgefuchsten Bimberl mit allerlei Tricks Restaurantessen zu ihrem eigenen Wohl, weil ihnen das Personalessen nicht zusagt.

„Nix klaue’, was denkst du? ORGANISIERE’!“

Endlich ist der Tag der Abreise für die Semmelings gekommen. Aufgrund zahlreicher Unwägbarkeiten spät dran, findet Bruno, in Hannover am Hauptbahnhof angekommen, obendrein zunächst keinen Parkplatz. Als die Familie schwer bepackt endlich am Bahnsteig eintrifft, sieht sie ihren direkt fahrenden Reisebüro-Sonderzug gerade entschwinden. Also machen sie sich auf den beschwerlichen Weg, die Anreise mit der Bahn selber zu organisieren. Als sie nach elfstündiger Fahrt zu guter Letzt vor dem Grand-Hotel ankommen, ist es bereits tief in der Nacht.

„Besonders einladend sieht das ja nicht grade aus …!“

### Teil 2
| Zitat |
| --- |
| „Der Gast fühlt sich halt alleweil im Mittelpunkt des Geschehens. Das ist die Schwierigkeit.“ – Herr Thalhuber, Portier |

Da im Grand-Hotel niemand mehr mit Semmelings Ankunft gerechnet hat, ist deren Zimmer inzwischen an Privatgäste vergeben worden

„’nen Engpass kann’s schon mal geben, nicht wahr? Um ein volles Haus zu haben, MUSS ich mindestens zehn Prozent in der Stoßzeit überbuchen. […] Da lass’ ich mich lieber auf ein bisschen Drängelei ein.“

Also müssen Semmelings in einer miserablen Personalunterkunft unterkommen, was Trude bereits am ersten Urlaubstag an den Rande eines Nervenzusammenbruchs bringt. Bruno besteht auf einer angemessenen Unterkunft, wird aber von der Hotelleitung mit immer neuen Ausreden vertröstet. Reiseleiter Wiesner ist für Bruno zunächst nicht auffindbar, da er ihm aus dem Wege geht. Mit Brunos ständiger Suche nach Wiesner gehen die ersten Tage ohne Skivergnügen dahin.
Bruno entdeckt immer neue Unzulänglichkeiten des Grand-Hotels. Als er sich wieder einmal bei Bramme beschwert, wird der Hotelgast Abs auf ihn aufmerksam. Abs, ein gewiefter Pauschaltourist, rät Bruno, den Zustand des Hotels genauestens zu dokumentieren, um so zwecks Nachforderungen an die Reisegesellschaft Beweise zu sammeln.

„Erstes Gebot: Alles fotografieren!“

Bruno macht sich daraufhin mit Eifer ans Werk, nicht zuletzt, um so sein arg strapaziertes Budget entlasten zu können. Bramme entlässt Bruno daraufhin aus Sorge um den Frieden unter seinen Hausgästen aus dem Vertrag. Bruno begibt sich sogleich auf die Suche nach einem neuen, besseren Zimmer. Fündig wird er im Sporthotel, zunächst jedoch nur für fünf Tage – für die Zeit danach wird ihm ein anderes Zimmer in Aussicht gestellt. Bei dieser Gelegenheit macht Bruno Bekanntschaft mit Wastl, den er sogleich pampig angeht.

„Na wart’, wenn der nochmal reinkommt …!“

### Teil 3
Nachdem Bruno Reiseleiter Wiesner endlich angetroffen hat, können sich die Semmelings nun dem Skilauf widmen. Trude lässt sich vom Skilehrer Toni hofieren, auch Bruno nimmt seinerseits gerne jede Gelegenheit zum Flirt mit dem schönen Fräulein Dassert wahr – hat ansonsten aber seine ganz eigenen Schwierigkeiten.

„Ja, ist das möglich, wie stehst du denn da? ›Position de toilette‹ – hockst da wie beim sch***en!“

Das Zimmer, in welches die Semmelings nach fünf Tagen ziehen sollten, steht durch einen Fehler des Concierges, Herrn Paul, nun doch nicht zur Verfügung. Sie müssen also aufs Neue in ein Provisorium ziehen, diesmal in den Tischtennisraum. Wastl wiederum lässt keine Gelegenheit aus, Bruno zu piesacken, während er Trude gleichzeitig schöne Augen macht.
Das Wetter schlägt um und zerrt an den Nerven der Urlaubsgäste, an Skifahren ist abermals tagelang nicht zu denken. Das teure Sporthotel und die unterschätzten Nebenkosten reißen große Löcher in die Urlaubskasse der Semmelings. Obendrein werden Bruno bei einer seiner zahlreichen Vorsprachen im Verkehrsbüro dessen geliehene Ski gestohlen.

„Trudchen, ich muss dir was sagen. Aber reg dich bitte nicht auf …“

Dem Hotelier Grädik setzt die Reisegesellschaft das Messer auf die Brust: Entweder er gewährt saftige Rabatte, oder sie wird ihm in der nächsten Saison kein Kontingent mehr abnehmen. Die Restaurantbrigade unterschlägt weiter fleißig Gästeessen, was Grädik weiß, um des Betriebsfriedens willen aber toleriert.
Auch der Tag der Abreise geht natürlich nicht ohne Malheur dahin, als Bruno aus dem abfahrenden Zug seinem beim hektischen Einsteigen am Bahnsteig stehen gebliebenen Koffer hinterhersehen muss.
Schließlich neigt die Saison in Oertzl sich dem Ende zu, das Servicepersonal zerstreut sich wieder in alle Winde – bis zum Beginn des nächsten Winters.

## Drehorte

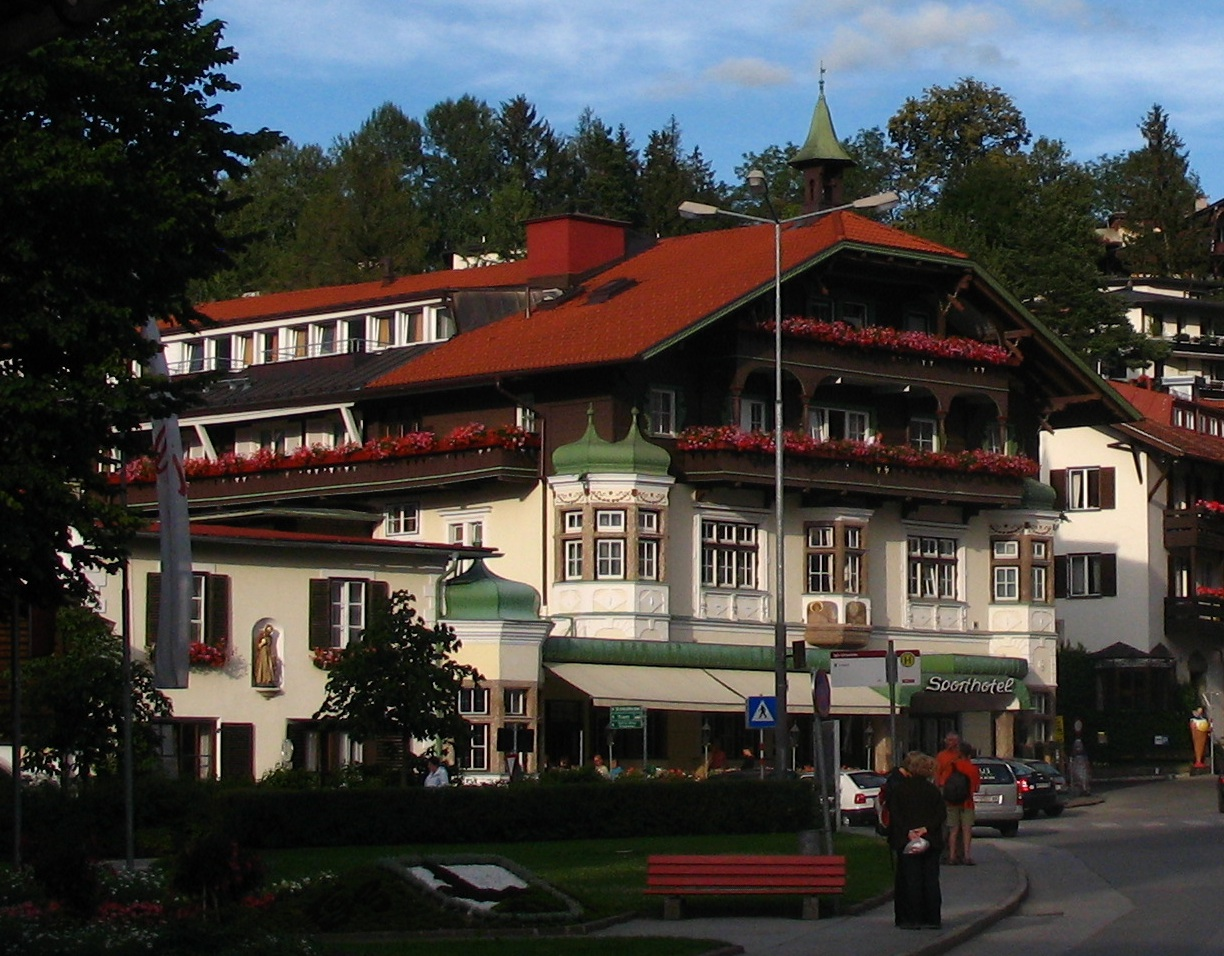
Das Sporthotel in Igls im Jahr 2007, zweiunddreißig Jahre nach dem Dreh.

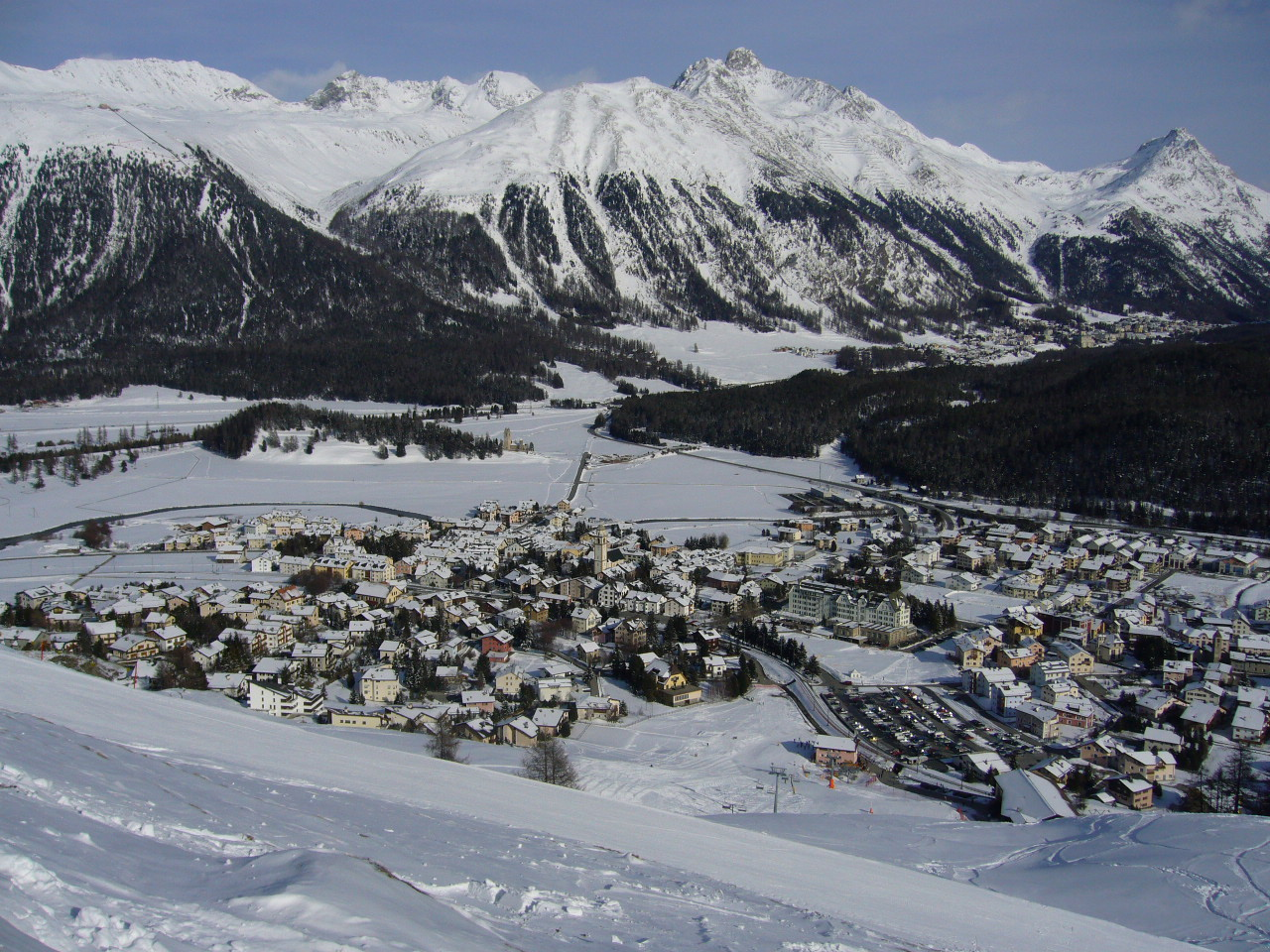
Oertzl mit Rosskohlengruppe, Ranker Köpfl und Klugenzer: Celerina/Schlarigna 2007. Das große Gebäude rechts der Kirche spielt das Grand-Hotel im Film.

Neben den Städten Hamburg und Hannover waren vor allem Celerina/Schlarigna im Oberengadin und Igls in Tirol Kulissen der Inszenierung. Die Aufnahmen des Grand-Hotels zeigen das Hotel Cresta Palace in Celerina, dem Sporthotel stand das gleichnamige Hotel in Igls Pate.

## Musik
| „Riesenslalom“ (Klaus Munro) |
| --- |
| Wir fahren Riesenslalom mitten ins Glück hinein, und wenn du mit mir kommst, dann wirst Du es nicht bereu’n. Schnall’ deine Skier an und folge meinen Spuren, sag’, was kann schöner sein, wir zwei sind ganz allein und fahren Riesenslalom mitten ins Glück hinein. |

| „Alle Jahre wieder“ (Klaus Munro) |
| --- |
| Die Ferienzeit ist die schönste Zeit, was kann es noch schöneres geben? Ob mit Familie oder nur zu zweit, hier lohnt sich’s erst richtig zu leben. Sonnenschein und Pulverschnee, ein schönes Hotel und die Liebe – komm, steig’ ein, lass’ die Sorgen daheim, kauf’ dir das Glück für dich allein. |

Klaus Doldingers Filmmusik ist besonders fröhlich und beschwingt komponiert und arrangiert, Textdichter Klaus Munro verwendete bewusst starke Klischees. Damit entsteht ein reizvoll ironischer Kontrast zu den alles andere als idyllischen Erlebnissen der Semmelings.

## Kritik
„Dieter Wedels wunderbarer Film kann auch noch nach zwanzig Jahren allen Ansprüchen an intelligente Unterhaltung bestehen.“

„In »Alle Jahre wieder« hat Wedel verraten, was die Kellner tun, wenn sie den Frack ablegen. Der Hotelgast ahnt nichts von der geselligen Gegenwelt, in der man die Hühnchen verspeist, die man ihm vom Teller geklaut hat. Das Nichtstun schildert Wedel in einer Ausführlichkeit, die nicht einmal er sich wohl heute noch herausnehmen dürfte.“

„Beste TV-Unterhaltung.“

## Sonstiges
- Bimberls voller Name wird in der Pressemappe zum Film mit Wastl Ritsch angegeben, im Film selber nennt er seinen Familiennamen aber als Wedel.[1]

- Silvia Sommerlath, die spätere Königin von Schweden, spielt in einer Statistenrolle eine Urlauberin.[7]

- Dieter Wedel selbst hat einen Cameo-Auftritt ganz am Ende des Films, als er vor Günter Strack sitzend als Herr mit Schnurrbart einer Filmvorführung beiwohnt.